# میلی (فیلم ۱۹۷۵)
«میلی» (انگلیسی: Mili) فیلمی هندی در سبک رمانتیک است که در سال ۱۹۷۵ منتشر شد. از بازیگران آن می‌توان به آشوک کومار، آمیتاب باچان، جایا باچان و آریونا ایرانی اشاره کرد.